# Kashii (incrociatore)
Il Kashii fu un incrociatore leggero della Marina imperiale giapponese, entrato in servizio nel luglio 1941 come terza e ultima unità della classe Katori.
Assegnato alla Flotta di spedizione meridionale pochi mesi prima dell'ingresso dell'Impero giapponese nella seconda guerra mondiale, dopo l'aperura delle ostilità nel dicembre 1941 il Kashii appoggiò le operazioni anfibie nipponiche in Malesia, Birmania e Sumatra, continuando poi a operare nelle acque del Sud-est asiatico principalmente come unità di guardia e di scorta ai convogli. Richiamato in patria nel gennaio 1944, l'incrociatore fu assegnato alla scorta dei convogli di mercantili lungo le rotte tra Giappone e Singapore. Il 12 gennaio 1945, mentre scortava un convoglio al largo delle coste dell'Indocina, la nave cadde vittima dell'operazione Gratitude, un'incursione di portaerei statunitensi nelle acque del Mar Cinese Meridionale: centrato da bombe e siluri sganciati dagli aerei nemici, l'incrociatore affondò rapidamente con gravi perdite umane tra il suo equipaggio.

## Storia

### Operazioni nel Sud-est asiatico
Finanziata con il programma di costruzioni navali dell'anno 1939 e affidata alla realizzazione da parte della ditta Mitsubishi, la nave venne impostata il 30 maggio 1940 nei cantieri di Yokohama venendo poi varata il 14 febbraio 1941 con il nome di Kashii in onore di una zona della città di Fukuoka. La nave entrò in servizio il 15 luglio 1941, venendo quindi assegnata alla fine del mese alla "Flotta di spedizione meridionale" dislocata lungo le coste dell'Indocina; raggiunta Saigon, l'incrociatore divenne nave di bandiera del viceammiraglio Jisaburō Ozawa, comandante della Flotta meridionale, dal 18 ottobre al 18 novembre 1941. In vista dell'imminente entrata in guerra del Giappone, il 5 dicembre il Kashii salpò da Vũng Tàu di scorta a un convoglio di sette navi da trasporto con a bordo un reggimento dell'Esercito imperiale giapponese; l'8 dicembre seguente, con l'apertura delle ostilità contro Stati Uniti d'America e Regno Unito, l'incrociatore protesse lo sbarco dei reparti in quattro punti lungo l'Istmo di Kra, mossa di apertura della campagna di Malesia.
Rientrato in Indocina, l'incrociatore salpò il 13 dicembre 1941 dalla Baia di Cam Ranh come parte della scorta di un grosso convoglio di 39 navi trasporto truppe; il 16 dicembre il Kashii protesse le operazioni di sbarco giapponesi a Singora, Patni, Bandon, Nakhorn e Kota Bharu lungo la costa orientale della penisola di Malesia, per poi rientrare a Cam Ranh il 21 dicembre. Salpato il 28 dicembre per unirsi alla scorta di un terzo convoglio di truppe, il 3 gennaio 1942 soccorse i naufraghi della nave da trasporto Meiko Maru, naufragata per un incendio accidentale al largo dell'isola di Hainan, raggiungendo quindi Bangkok il 10 gennaio. Rientrato a Saigon il 2 febbraio, il Kashii trasportò un reparto dell'esercito dall'Indocina al Borneo settentrionale tra il 4 e il 9 febbraio; nella seconda metà di febbraio invece l'incrociatore partecipò all'invasione di Sumatra, scortando un convoglio di truppe salpato da Saigon e proteggendo, il 16 febbraio, lo sbarco dei reparti nipponici a Palembang. L'8 marzo il Kashii partecipò all'operazione T, l'invasione della parte settentrionale di Sumatra: salpato da Singapore come parte di una vasta flotta, l'incrociatore potesse lo sbarco incontrastato dei reparti giapponesi a Sabang e Koetaradja l'11 e 12 marzo seguenti, per poi rientrare a Singapore il 16 marzo. Tre giorni più tardi il Kashii salpò di nuovo, questa volta per scortare una nuova forza di invasione anfibia diretta a Rangoon in Birmania (operazione U); l'azione fu portata a termine senza colpo ferie il 25 marzo, ma durante il viaggio di rientro a Singapore del convoglio con i trasporti vuoti il sommergibile britannico HMS Truant silurò il 1º aprile due navi cargo nello stretto di Malacca, sfuggendo poi alla reazione del Kashii e delle altre navi di scorta giapponesi.
L'11 aprile 1942 il Kashii tornò a essere la nave di bandiera del viceammiraglio Ozawa, ma svolse solo incarichi di guardia nella zona della Malesia facendo base a Singapore; il 14 luglio il viceammiraglio Okawachi Denshichi alzò la sua insegna sul Kashii dopo aver sostituito Ozawa alla guida della Flotta di spedizione meridionale. Nei mesi seguenti l'incrociatore si spostò varie volte tra Singapore, la Malesia, la Birmania, le isole Andamane, Sumatra e Giava in missioni di pattugliamento, ispezione e trasporto truppe e rifornimenti, intervallate tra il 24 settembre e l'8 ottobre da una missione di trasporto urgente di truppe da Hong Kong a Rabaul e soste nei cantieri di Singapore per lavori di manutenzione. Il 9 marzo 1943 il viceammiraglio Endo Yoshikazu sostituì Denshichi alla guida della flotta, mantenendo il suo comando a bordo del Kashii. Il 29 agosto, durante uno dei suoi vari spostamenti al largo di Sumatra, il Kashii fu attaccato dal sommergibile britannico HMS Trident al largo dell'isola di Weh, ma tutti i siluri lanciati dal battello mancarono il bersaglio.

### Scorta ai convogli

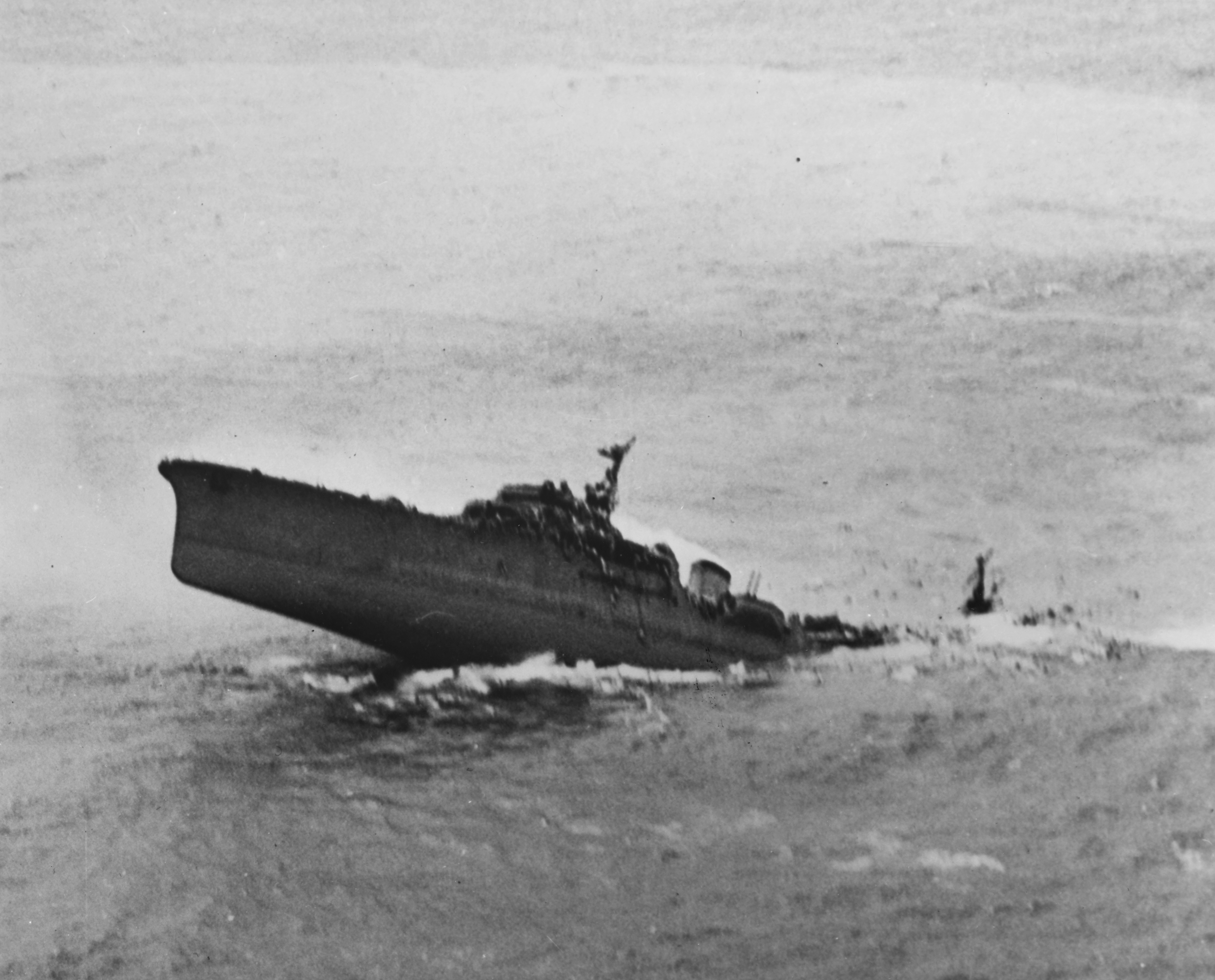
Il Kashii affonda il 12 gennaio 1945 dopo essere stato colpito dai velivoli statunitensi

Il 26 dicembre 1943 il Kashii lasciò Singapore per rientrare per la prima volta in Giappone: arrivato a Sasebo il 6 gennaio 1944 fu messo in cantiere per una revisione completa, rientrando in servizio un mese più tardi; trasferito a Etajima, assunse quindi l'incarico di nave scuola per la locale accademia navale imperiale. Il 25 marzo l'incrociatore fu riassegnato al comando centrale delle forze di scorta giapponesi e, messo in cantiere a Kure il 30 marzo, fu modificato per poter operare come unità per la protezione dei convogli mercantili: in particolare, furono sbarcati gli impianti lanciasiluri, l'idrovolante da ricognizione e la relativa catapulta, e imbarcati ulteriori armi antiaeree (due impianti binati di cannoni da 127 mm Type 89 e quattro impianti tripli di cannoni da 25 mm Type 96) e anti-sommergibili (quattro lanciatori e due rotaie per il rilascio di bombe di profondità, con 300 di questi ordigni alloggiati in nuovi magazzini ricavati negli scompartimenti di poppa). Anche l'apparato sensori fu potenziato installando un impianto radar di scoperta aerea Type 21 oltre a sonar e idrofoni. I lavori furono completati alla fine di aprile, e il 3 maggio il Kashii assunse il ruolo di nave di bandiera del contrammiraglio Mitsuharu Matsuyama, comandante della 1ª Divisione navi scorta.
Il 29 maggio 1944 il Kashii salpò per la sua prima missione di scorta, quella del convoglio HI-65 diretto da Moji a Singapore; il convoglio fu attaccato il 2 giugno al largo di Formosa dal sommergibile statunitense USS Guitarro, che affondò un'unità di scorta sfuggendo poi alla reazione delle altre unità giapponesi. Rientrato a Moji da Singapore il 26 giugno scortando il convoglio di rientro HI-66, il Kashi raggiunse poi Kure per ulteriori lavori di potenziamento dell'armamento, comprensivi dell'installazione di altri dieci impianti singoli di cannoni da 25 mm e di un radar di scoperta di superficie Type 22. Nei mesi successivi l'incrociatore continuò a operare come scorta ai convogli, muovendosi tra Moji, Manila, Formosa e Singapore; il 13 settembre il Kashii divenne nave di bandiera del contrammiraglio Setsuzo Yoshitomi, comandante del 7º Gruppo navi scorta.
Il 30 dicembre 1944 il Kashii lasciò Singapore alla guida del convoglio HI-86, composto da cinque unità di scorta leggere e dieci tra mercantili e petroliere; dopo una sosta a Saigon, il convoglio raggiunse la baia di Quy Nhơn in Indocina l'11 gennaio 1945, da cui ripartì il giorno dopo procedendo verso nord. All'insaputa dei giapponesi, il 10 gennaio precedente una potente flotta di portaerei statunitensi era penetrata nel Mar Cinese Meridionale via canale di Bashi, spingendosi poi in direzione delle coste dell'Indocina a caccia di convogli giapponesi (operazione Gratitude). Il convoglio HI-86 fu localizzato dai ricognitori statunitensi intorno alle 11:00 del 12 gennaio, venendo fatto oggetto fino alle 17:00 di attacchi in più ondate di bombardieri decollati dalle portaerei che finirono con l'annientarlo quasi completamente. Dopo aver affrontato alcune delle prime ondate, alle 14:08 il Kashii fu preso di mira da un gruppo di bombardieri Curtiss SB2C Helldiver e aerosiluranti Grumman TBF Avenger: l'incrociatore fu centrato da un siluro a centro nave sul lato di dritta e da due bombe a poppa che fecero saltare in aria il magazzino delle bombe di profondità. Completamente squarciato, lo scafo affondò rapidamente nella posizione 13° 50' N, 109° 20' E lasciando solo 19 superstiti; le vittime dell'affondamento ammontarono a 621, tra cui il comandante capitano Matsumura.